# Adam Vojtěch
Adam Vojtěch, né le 2 octobre 1986 à České Budějovice, est un homme politique, diplomate, avocat et ancien changeur tchèque.

## Biographie

### Situation personnelle
Adam Vojtěch étudie principalement à l'université Charles de Prague différentes disciplines, comme les sciences sociales ou la médecine.

### Parcours politique
Ancien membre du parti démocratique civique de 2012 à 2018, il devient député pour le mouvement ANO 2011 à la suite des élections législatives tchèques de 2017 pour la Bohême-du-Sud. Par la suite, il devient ministre de la Santé de décembre 2017 à septembre 2020.
Du 13 décembre 2017 (étant reconduit dans ces fonctions au sein du gouvernement Babiš II en juillet 2018) au 21 septembre 2020 puis retourne à son poste du 26 mai au 17 décembre 2021.
En janvier 2022, il est nommé ambassadeur de la République tchèque en Finlande.